# Збірна Молдови з хокею із шайбою
Збірна Молдови з хокею із шайбою  — національна чоловіча збірна команда Молдови, яка представляє країну на міжнародних змаганнях з хокею. Була прийнята до ІІХФ у 2008 році. Функціонування команди забезпечується Національною федерацією хокею на льоду Республіки Молдова. В офіційних турнірах участі не брала.